# Pfarrkirche Waidring

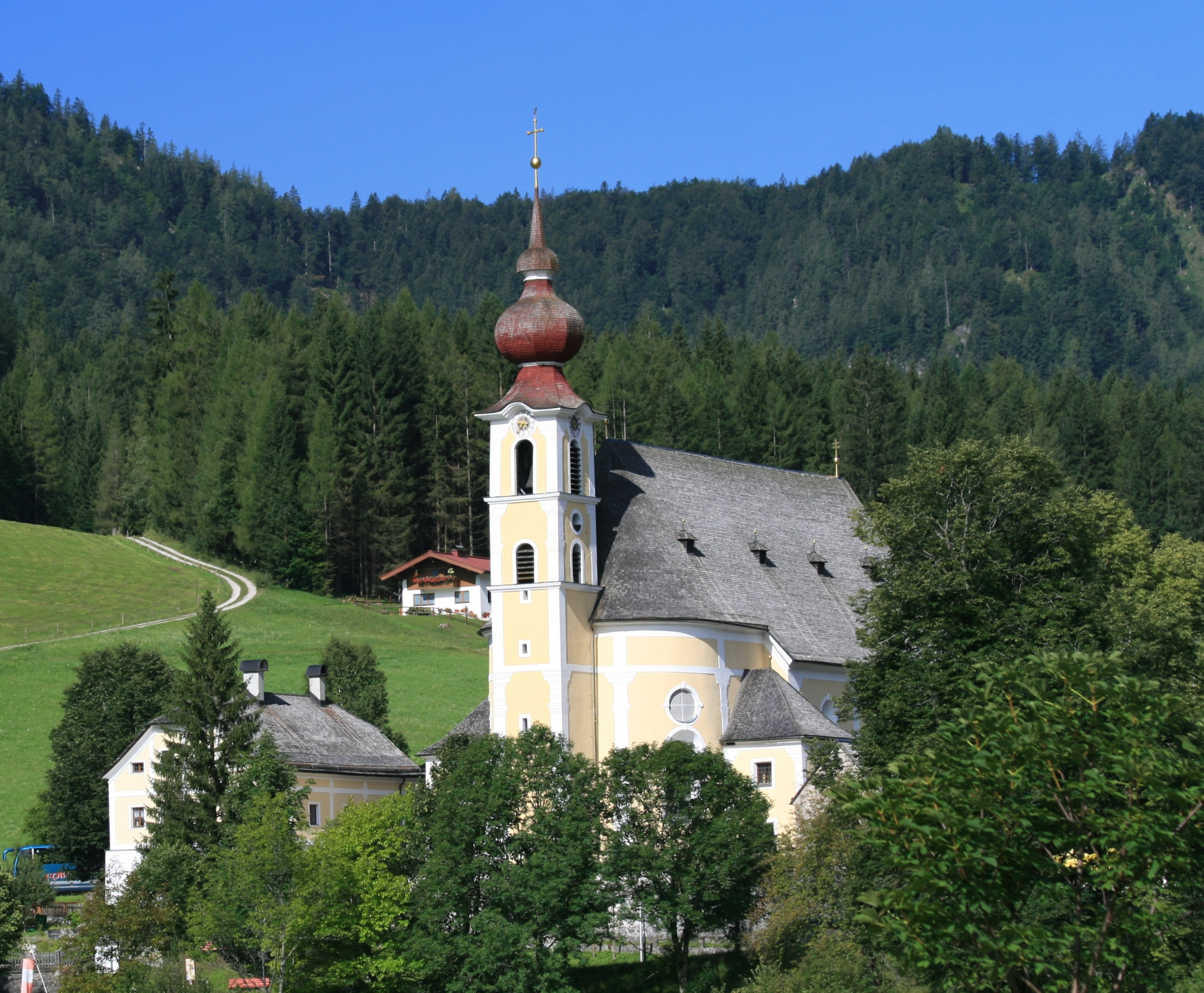
Katholische Pfarrkirche Hll. Vitus und Nikolaus in Waidring

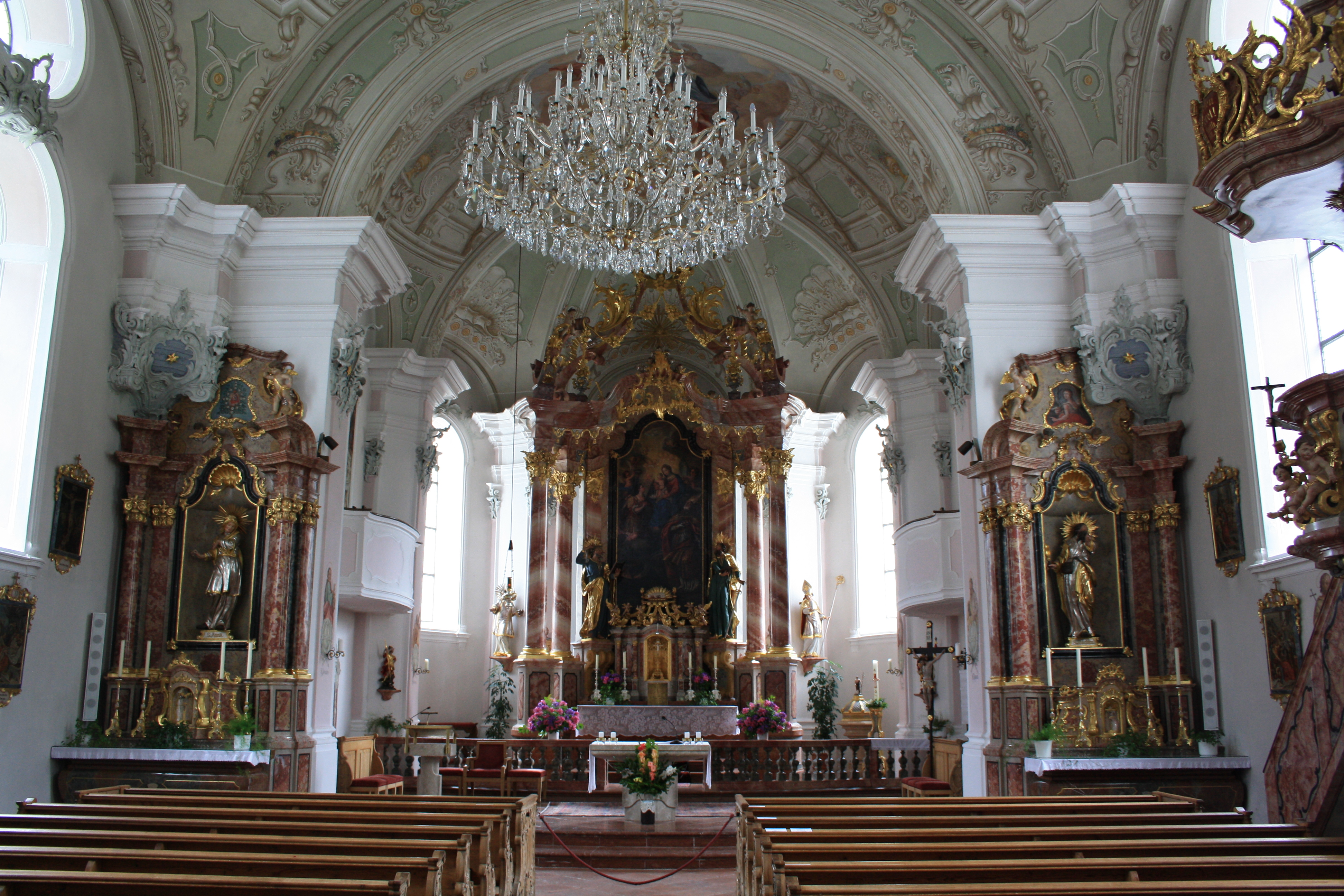
Langhaus, Blick zum Chor

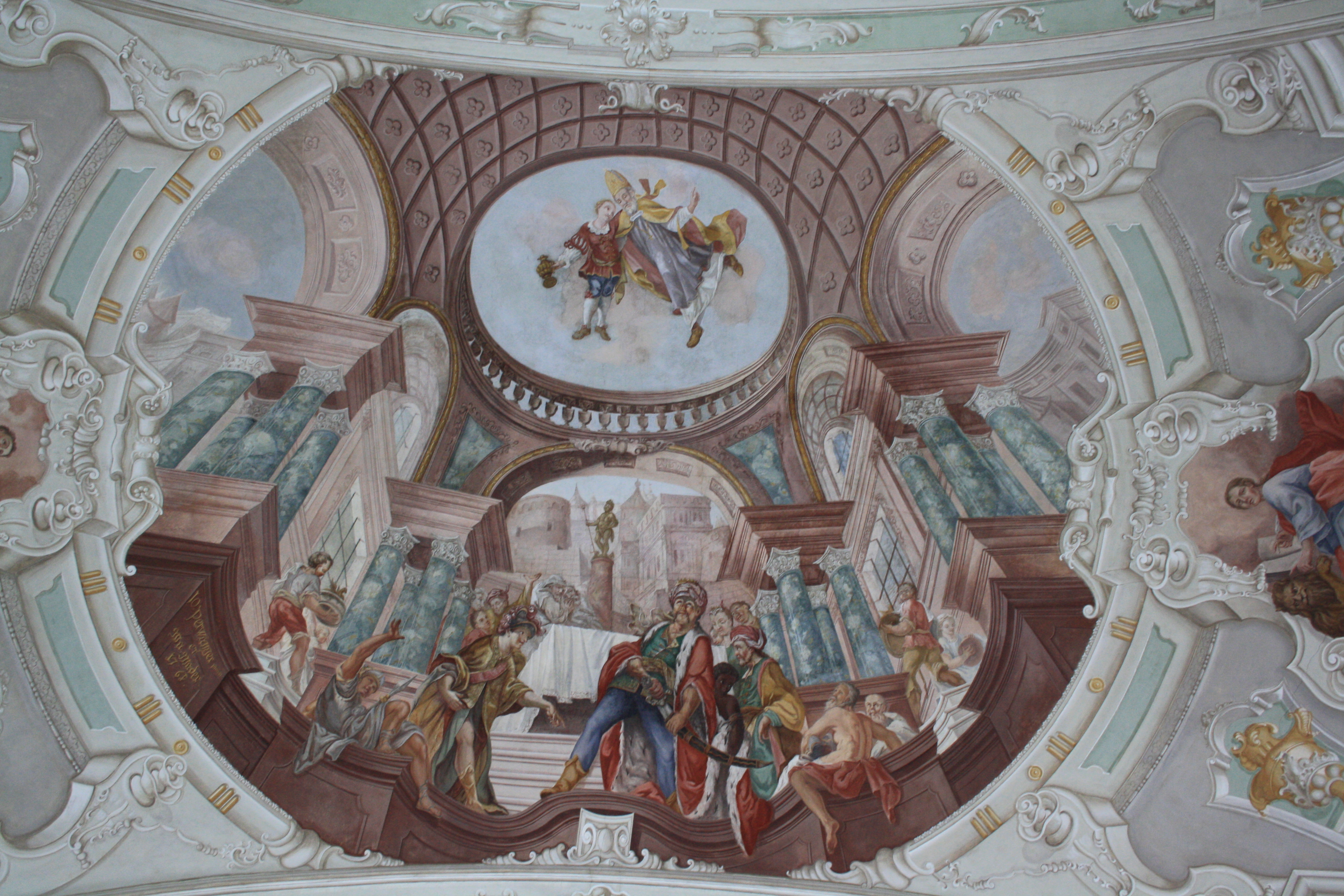
Deckenmalerei

Die Pfarrkirche Waidring steht in der Gemeinde Waidring im Bezirk Kitzbühel im Bundesland Tirol. Die dem Doppelpatrozinium der Heiligen Vitus und Nikolaus von Myra unterstellte römisch-katholische Pfarrkirche gehört zum Dekanat St. Johann in Tirol in der Erzdiözese Salzburg. Die Kirche steht unter Denkmalschutz (Listeneintrag).

## Geschichte
Urkundlich wurde 1381 eine Kirche genannt. Zuerst eine Filiale der Pfarrkirche Kirchdorf in Tirol wurde die Kirche 1891 zur Pfarrkirche erhoben.
Von 1480 bis 1504 wurde ein spätgotischer Kirchenbau nach den Plänen von Matthäus Koppolt erbaut. Von 1757 bis 1760 erfolgte ein barocker Neubau nach den Plänen des Baumeisters Kassian Singer (1712–1759), ab 1759 erfolgte die Fertigstellung durch Andreas Hueber. Die Kirche wurde zum Fest Mariä Aufnahme in den Himmel am 15. August 1764 vom Chiemseer Bischof Franz Carl von Trauchburg geweiht. Bei Grabungen 1991 in der Kirche wurden Hinweise auf Bestattungen im 8. Jahrhundert sowie ein Querfundament um 1200 ergraben.

## Architektur
Der barocke Kirchenbau unter einem steilen geschindelten Satteldach mit einem schlanken Ostturm ist von einem Friedhof umgeben.
Das Kirchenäußere zeigt eine Putzpilastergliederung und Rundbogenfenster mit darüberliegenden Kreisfenstern, beim Chor mit vermauerten Kreisfenstern. Die schlichte Westfront hat ein Segmentbogenportal mit einem Gewände aus Rotmarmor mit dem Chronogramm 1759, das Nord- und Südportal sind in der gleichen Machart. Am leicht eingezogenen flachrund schließenden Chor sind beidseits zweigeschoßige Sakristeien angebaut. Der im Kern spätgotische Ostturm wurde um 1780 mit zwei durch Gesimse abgesetzte Glockengeschoße  mit rundbogigen Schallöffnungen und einem Doppelzwiebelhelm ausgebaut.
Das Kircheninnere zeigt als dreijochiges Langhaus mit einem eingezogenen einjochige Chor mit einer flachrunden Apsis, Langhaus und Chor haben Platzlgewölbe mit Stichkappen zwischen Gurtbögen auf abgeschrägten Wandpfeilern mit Pilastervorlagen. Die Rokoko-Kapitelle und die stuckierten Fensterbekrönungen schuf Josef Gratl. Die zweigeschoßige Westempore steht auf Säulen aus Rotmarmor. Im Chor sind beidseits über den Sakristeiportalen Seitenemporen.
Die Gewölbemalereien mit Scheinarchitektur und Darstellungen in illusionistischen Kuppelräumen, im Langhaus Architekturprospekt und Engel um eine Himmelsöffnung, Verklärung der Heiligen Vitus und Nikolaus, in den Zwickeln die Vier Evangelisten, über der Westempore Marter des hl. Vitus im Ölkessel, im Chor Mariä Aufnahme in den Himmel, an den Chorwänden Esther vor Ahasver und Judith mit dem Haupt von Holofernes, gemalt von Josef Perwäger und Matthias Mader 1761. An den marmorierten Pilastern sind gemalte Apostelhalbfiguren.

## Ausstattung
Die Einrichtung entstand einheitlich um 1760. Der Hochaltar als Rokoko-Baldachinaltar mit Sockel und Mensa aus Marmor zeigt das Hochaltarblatt Hll. Vitus und Nikolaus vor der Madonna aus dem Ende des 17. Jahrhunderts. Seitlich trägt der Hochaltar die lebensgroßen Figuren Hll. Peter und Paul von Josef Martin Lengauer.
Die zwei Seitenaltäre tragen die Figuren Hll. Anna und Joachim, stilistisch zugehörig zu den zwei Konsolfiguren Hll. Stephan und Rupert im Chor entstanden durch den Bildhauer Thomas Blieml um 1800.
Die spätgotische Madonna an der Langhausnordwand ist aus der Mitte des 15. Jahrhunderts.